# Otinotus midas
Otinotus midas är en insektsart som beskrevs av Buckton. Otinotus midas ingår i släktet Otinotus och familjen hornstritar. Inga underarter finns listade i Catalogue of Life.